# Кейтлін Лоу
Кейтлін Лоу  (англ. Caitlin Lowe, 6 лютого 1985) — американська софтболістка, олімпійська медалістка.

## Виступи на Олімпіадах
| Олімпіада  | Дисципліна | Місце |
| ---------- | ---------- | ----- |
| Пекін 2008 | софтбол    | 2     |